# 태전로 (대구)
태전로(Taejeon-ro)는 대구광역시 북구 태전동 대구시계와 태전삼거리를 잇는 대구광역시의 도로이다.

## 주요 경유지
대구광역시
- 북구 태전동

## 노선
전 구간 국도 제4호선에 속하며, 이 노선에 대한 별도 표기는 생략한다.
| 이름              | 접속 노선                                              | 소재지     | 소재지 | 비고 |
| ----------------- | ------------------------------------------------------ | ---------- | ------ | ---- |
| 태전삼거리        | 국도 제4호선 국도 제5호선 국도 제25호선 (칠곡중앙대로) | 대구광역시 | 북구   |      |
| 보건대네거리      | 영송로 태전로13길                                      | 대구광역시 | 북구   |      |
| 태전고가교 교차로 | 대구광역시도 제31호선 (관음로) 낙산로                  | 대구광역시 | 북구   |      |
| 칠곡대로와 직결   |                                                        |            |        |      |

## 주요 건물 및 시설
- 태전중앙시장 (대구광역시 북구 태전로 15)
- 대구보건대학교 제2생활관 (대구광역시 북구 태전로 42)
- 제림은마아파트 (대구광역시 북구 태전로 51)
- 영송여자고등학교 (대구광역시 북구 태전로 92)
- 대구태현초등학교 (대구광역시 북구 태전로 95)
- 강북고등학교 (대구광역시 북구 태전로 100)
- 대구과학대학교 생활관 (대구광역시 북구 태전로 109)